# 黑澤星弄蝶
黑澤星弄蝶（学名：Celaenorrhinus kurosawai），又名姬小黃紋弄蝶、姬黃紋弄蝶、姬星弄蝶、黑澤小星挵蝶，为弄蝶科星弄蝶屬下的一个种。

## 描述
雌雄外型相近，僅有部分差異。
雄蝶頭部褐色，觸角末端彎鉤狀，尖頂為褐色，亞尖頂處具小白鱗片。口器褐色。下唇鬚前伸，第1及第2節帶毛且腹面白色，第3節小而褐色。胸部背面褐色，腹面混生黃白色與褐色毛；腹部褐色，各節具白色細環，腹面較明顯。足部褐色，覆白色鱗片。
前翅近三角形，外緣略突出，後緣接近直線；後翅呈扇形。翅背面為褐色，後翅基部有褐色毛。前翅具多個透明斑點：中室末端、M3與CuA1室內側各有一斑，CuA2室外側有兩小斑，R3至R5室間有一列小斑點，M1與M2室亦各有一小斑。緣毛為褐色，但CuA2室對應位置為白色。後翅有不明顯的橙色小斑點，緣毛褐中帶白。
雄蝶具特殊構造作為第二性徵：後足脛節有黃白色毛束，後胸具一對銀白色特化鱗塊，第2腹節腹面具一對線形發香袋開口。
雌蝶外形與雄蝶相似，但無上述第二性徵構造。翅腹面斑紋與背面類似。

## 分佈
為台灣特有種，主要分布於臺灣的中海拔山區。

## 棲地
這種蝴蝶主要棲息於常綠闊葉林，一年一世代。成蝶在夏季活躍，常見於林床及林緣，休息時會將翅膀平展。成蟲喜歡訪花吸蜜，幼蟲則以爵床科的臺灣馬蘭和蘭崁馬蘭為食。